# Râul Bahna, Ciunca
Râul Bahna sau Râul Buznea este un curs de apă, afluent al râului Ciunca. 